# Foi Deus
Foi Deus é um álbum ao vivo da dupla sertaneja Edson & Hudson lançado em 19 de janeiro de 2024 pela Onda Musical. O álbum foi gravado no Espaço Unimed, em São Paulo, no dia 5 de maio de 2023, reunindo regravações de sucessos da dupla, canções inéditas e releituras de sucessos dos inúmeros convidados do show.

## Gravação e participações
“Que felicidade anunciar esse DVD 15 anos depois que gravamos ‘Foi Deus’. É uma música atemporal, muito importante na nossa história. Ela resume o nosso sentimento, que nascemos e crescemos juntos. Sem dúvidas, ‘Foi Deus’ que escreveu e ainda escreve a nossa existência por aqui. Estejam preparados para o melhor de nós, Espaço Unimed! Será um show absolutamente inesquecível”, diz Edson que assina a composição com Bruno, que faz duo com Marrone, e Felipe, parceiro de Falcão.
"Reunimos obras maravilhosas de artistas que chegaram ao auge depois da gente. É uma turma muito rica, que trouxe uma nova cara, uma nova roupagem pro segmento e que ajudou muito na popularização do gênero. Sempre nos perguntam sobre eles, se ouvimos, se gostamos. E essa é a resposta”, explica Hudson que assinará a produção musical do DVD ao lado de Edson. A direção geral é de Santiago Ferraz e da Live Talentos.
O álbum conta com as participações especiais de Chitãozinho & Xororó, Gusttavo Lima, Guilherme & Benuto, Henrique & Diego, Hugo & Guilherme, Hugo Pena & Gabriel, Maiara & Maraisa, Matheus & Kauan, Murilo Huff, o mirim Saulo Holz, Simone Mendes e os filhos de Edson Vitor & Vitória. Um dos grandes marcos nesse DVD é a primeira aparição de Hugo Pena & Gabriel após mais de 10 anos separados.
“É muito gostosa essa troca de carinho. Nos sentimos honrados com as histórias que eles nos contam, de como impactamos essa nova geração com as nossas músicas. Humildemente dizemos que esse grupo de artistas, para o qual somos referência, também se tornou referência pra gente. Eles seguem com um legado que em algum momento recebemos. E não são só as nossas músicas que fazem parte do repertório deles. As deles, agora, também farão parte do nosso”, completam Edson e Hudson.

### Repertório do show
O repertório foi dividido entre faixas inéditas, regravações da própria dupla e uma revisita ao repertório dos artistas que fizeram as participações. A proposta foi homenagear uma geração mais recente da música sertaneja, regravando canções que estouraram no fim da década de 2000 e início da de 2010, com exceção do convite a Chitãozinho & Xororó. Fizeram versões de Alô e Porta Retrato, sucesso das duas duplas, respectivamente, além da inédita Tempestade, composta por Xororó. Apesar da amizade, foi a primeira vez que os quatro cantaram juntos em um palco. Antes, apenas Edson havia cantado com os artistas.
Maiara & Maraisa estavam muito emocionadas quando saíram do palco por terem cantado, entre outras canções, Caso Indefinido, composição delas que ficou nacionalmente conhecida na voz de Cristiano Araújo, morto em um acidente de carro em 2015. Além de outros participantes e outras canções apresentadas no projeto audiovisual.

## Lançamento
A faixa-título foi lançada como primeiro single do álbum, no dia 12 de maio de 2023. Ao decorrer do tempo, 13 singles e 4 EPs. Em 19 de janeiro de 2024 foi lançado o álbum completo com 35 faixas.

### Singles lançados
| Título                                | Participação especial | Data de lançamento     |
| ------------------------------------- | --------------------- | ---------------------- |
| Foi Deus                              | —                     | 12 de maio de 2023     |
| Sacanagem Pura                        | Gusttavo Lima         | 30 de junho de 2023    |
| Nem Que Seja Eu (Quem Chorou, Chorou) | Henrique & Diego      | 21 de julho de 2023    |
| Te Troquei Pelos Bares                | Simone Mendes         | 24 de agosto de 2023   |
| Olha Ela                              | Vitor e Vitória       | 24 de agosto de 2023   |
| Dois Comprometidos                    | Murilo Huff           | 22 de setembro de 2023 |
| Tempestade                            | Chitãozinho & Xororó  | 6 de outubro de 2023   |
| Ali Tem Cara                          | Guilherme & Benuto    | 3 de novembro de 2023  |
| Transa de Alma                        | Maiara & Maraisa      | 28 de novembro de 2023 |
| Corolla Preto                         | Hugo & Guilherme      | 1 de dezembro de 2023  |
| Dia de Se Arrepender                  | Matheus & Kauan       | 12 de janeiro de 2024  |
| Fala                                  | Matheus & Kauan       | 12 de janeiro de 2024  |
| Que Sorte a Nossa                     | Matheus & Kauan       | 12 de janeiro de 2024  |

## Lista de faixas
As canções inéditas estão marcadas em negrito.
| N.º            | Título                                                | Compositor(es) | Participação especial | Duração  |  |
| 1.             | "Foi Deus"                                            | Edson / Bruno / Felipe |                       | 3:29     |  |
| 2.             | "Alô"                                                 | Fátima Leão / Feio | Chitãozinho & Xororó  | 3:16     |  |
| 3.             | "Tempestade"                                          | Cristhyan Ribeiro / Hermes Adriano de Jesus / Baltazar Fernando Candido da Silva / Douglas da Silva Barra / Thales Lessa / Xororó | Chitãozinho & Xororó  | 3:16     |  |
| 4.             | "Porta Retrato"                                       | Carlos Randall / Tivas | Chitãozinho & Xororó  | 3:36     |  |
| 5.             | "Pino da Granada"                                     | Clebinho / Alex Alves / Juliano Couto / Wallas Dias                                                                               | Murilo Huff           | 3:06     |  |
| 6.             | "Dois Comprometidos"                                  | Rafaele Quadros / Vinni Miranda / Waleria Leão / Lara Menezes / Eloá Sayara / Lívia Fonseca / Kleber Paraíba / Felipe Araujo      | Murilo Huff           | 3:12     |  |
| 7.             | "Não Tem Dia, Não Tem Hora"                           | Edson / Hudson | Murilo Huff           | 3:38     |  |
| 8.             | "Oi Deus"                                             | Rodolfo Alessi / Felipe Arná / Renato Campero / Normani Pelegrini                                                                 | Hugo & Guilherme      | 3:37     |  |
| 9.             | "Corolla Preto"                                       | Alê Monteiro / Vinni Miranda / Gui Prado / Felipe / Waleria Leão / Fátima Leão / Edson                                            | Hugo & Guilherme      | 2:37     |  |
| 10.            | "Amor e Ilusão"                                       | Edson / Fabiano / Pedro Paulo | Hugo & Guilherme      | 3:27     |  |
| 11.            | "Laudo"                                               | Vinni Miranda / Waléria Leão / Gui Prado / Vitória Cadorini / Vitor Cadorini / Yago Cadorini / Edson / Hudson                     |                       | 2:20     |  |
| 12.            | "Cápsula do Tempo"                                    | Jonathan Teixeira Barbosa Pardini / Geferson Kleiton dos Santos Maforte / Gláucio Cardoso dos Santos                              | Saulo Holz            | 3:49     |  |
| 13.            | "Te Troquei Pelos Bares"                              | Vinni Miranda / Waleria Leão / Gui Prado / Gabriel Leão / Vinícius Leão                                                           | Simone Mendes         | 3:26     |  |
| 14.            | "24 Horas de Amor"                                    | João Dorácio / José Fortuna | Simone Mendes         | 3:24     |  |
| 15.            | "Flor Que Se Cheira"                                  | Guilherme / Benuto / Leandro Rojas / Nicolas Damasceno                                                                            | Guilherme & Benuto    | 2:37     |  |
| 16.            | "Ali Tem Cara"                                        | Vinni Miranda / Waleria Leão / Gui Prado / Vitória Cadorini / Vitor Cadorini / Edson                                              | Guilherme & Benuto    | 3:12     |  |
| 17.            | "Muleque Biscate"                                     | Miguel Gomes de Souza / Wesley Mendes Tavares                                                                                     | Guilherme & Benuto    | 3:02     |  |
| 18.            | "Olha Ela"                                            | Vinni Miranda / Waleria Leão / Gui Prado / Matheus Gabriel / Bigair                                                               | Vitor & Vitória       | 2:58     |  |
| 19.            | "Suíte 14"                                            | Mauricio Mello / MC Guimê | Henrique & Diego      | 2:53     |  |
| 20.            | "Nem Que Seja Eu (Quem Chorou, Chorou)"               | Vinni Miranda / Gui Prado / Edson / Felipe                                                                                        | Henrique & Diego      | 3:04     |  |
| 21.            | "Ela Encasquetou"                                     | Edson / Felipe / Vinicius / Airo                                                                                                  | Henrique & Diego      | 3:29     |  |
| 22.            | "Vou Rezar Pra Você Me Perdoar"                       | Alê Monteiro / Vinni Miranda / Gui Prado / Felipe / Waleria Leão / Fátima Leão / Edson                                            |                       | 2:46     |  |
| 23.            | "Que Sorte a Nossa"                                   | Paula Mattos / Fernando Paloni / Luiz Paloni                                                                                      | Matheus & Kauan       | 3:13     |  |
| 24.            | "Dia de Se Arrepender"                                | Vinni Miranda / Waléria Leão / Gui Prado / Vitor Cadorini / Vitória Cadorini / Yago Cadorini                                      | Matheus & Kauan       | 3:00     |  |
| 25.            | "Fala"                                                | Edson / Maurício Gaetani / Henrique Marx                                                                                          | Matheus & Kauan       | 3:10     |  |
| 26.            | "Beber Até Cair"                                      | Rafael Quadros / Marcos Silva de Lima / Thales Lessa / Júnior Silva                                                               |                       | 2:44     |  |
| 27.            | "Caso Indefinido"                                     | Paulo / Junior / Diego Damasceno / Maraisa / Thales Lessa                                                                         | Maiara & Maraisa      | 4:01     |  |
| 28.            | "Transa de Alma"                                      | Vinni Miranda / Waléria Leão / Gui Prado / Vitor Cadorini / Vitória Cadorini / Edson / Hudson                                     | Maiara & Maraisa      | 4:38     |  |
| 29.            | "Foi Você Quem Trouxe (I Want to Know What Love Is) " | Mick Jones / Lou Gramm; versão: Hudson                                                                                            | Maiara & Maraisa      | 4:38     |  |
| 30.            | "Mala Pronta"                                         | Flávio Aquino / Hugo Pena | Hugo Pena & Gabriel   | 2:54     |  |
| 31.            | "Robin Hood da Paixão"                                | Chico Amado / Marcia Regina de Araujo Farias Oliveira / Gabriel                                                                   | Hugo Pena & Gabriel   | 2:45     |  |
| 32.            | "Estrela"                                             | Gabriel / Diego Monteiro | Hugo Pena & Gabriel   | 3:10     |  |
| 33.            | "Fui Fiel"                                            | Fábio O'Brian / Pablo / Magno Sant'anna / Filipe Escandurras                                                                      | Gusttavo Lima         | 3:11     |  |
| 34.            | "Sacanagem Pura"                                      | Alê Monteiro / Vinni Miranda / Gui Prado / Felipe / Waléria Leão / Fatima Leão / Edson                                            | Gusttavo Lima         | 3:10     |  |
| 35.            | "Te Quero Pra Mim (It Matters To Me)"                 | Mark D. Sanders / Ed Hill; versão: Edson / Raul / Marquinhos                                                                      | Gusttavo Lima         | 3:22     |  |
| Duração total: | Duração total:                                        | Duração total: | Duração total:        | 01:52:46 |  |

## Ficha Técnica
Produção Musical: Hudson Cadorini
Produção Executiva: Live Talentos
Gravadora: Onda Musical

### Músicos
Bateria: Rafael Alves (Rafa Batera)
Baixo: Lucas de Jesus Nascimento (Xokito)
Teclados: Orlan Charles
Guitarra: Natan Oliveira
Violão: Reinaldo Meirelles
Percussão: Acácio Cunha Barroso (Kako Cunha)
Sax: Emerson Gimenes Ornellas (Galego)
Sanfona: Elionésio Lopes Santos (Nésio Sanfoneiro)
Protools: Alexandre Eugênio Fernandes (Xandinho)